# Tótvázsony
Tótvázsony (németül: Totwaschon) község Veszprém vármegyében, a Veszprémi járásban.

## Fekvése
Tótvázsony a Balaton-felvidék egyik festői szépségű medencéjében, a Vázsonyi-medence keleti részén, a Veszprém–Tapolca közti 77-es főúttól délre fekszik, Veszprémtől 14, Balatonfüredtől 10 kilométer távolságra. Az 1200 lelkes falutól északra a Balaton-felvidék nyúlványát képező Csatár-hegy, és hegyes-völgyes erdővonulatok találhatók. Határát átszeli a Vázsonyi-Séd patak. A település északon Szentgál, nyugaton Nagyvázsony és Barnag, keleten Nemesvámos és Hidegkút földterületeivel határos, délen Pécselyen, Balatonszőlősön és Aszófőn át érjük el a Balatont.

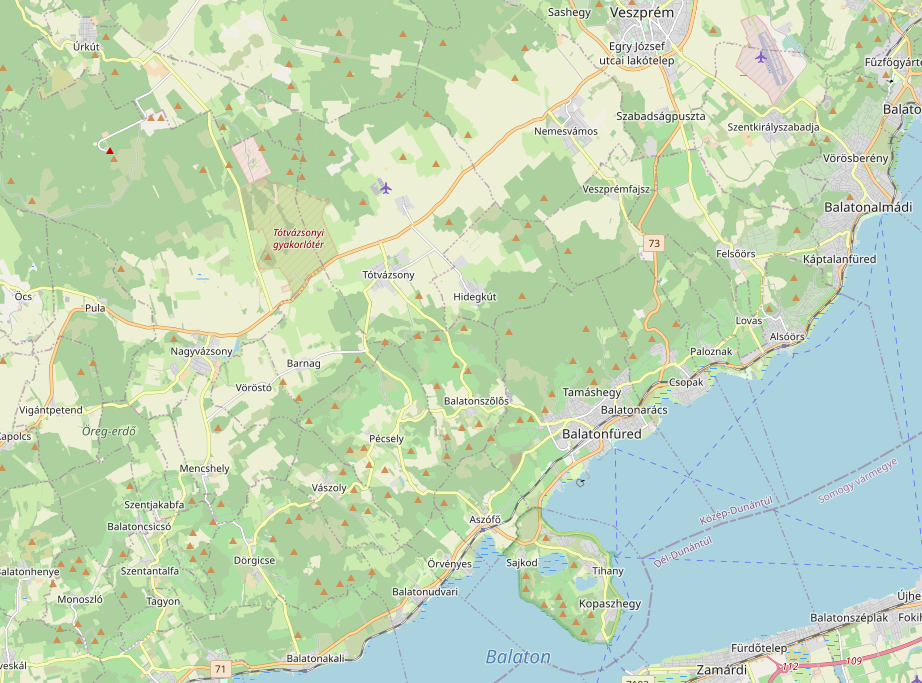
A község környéke

Tótvázsony belterületének északi szélén halad végig kelet-nyugati irányban a térség legfontosabb útvonala, a Veszprém és Tapolca közti 77-es főút. Négy számjegyű útból kettő halad át a településen: a 7307-es út, amely Pécselyen át Aszófővel, valamint a 7304-es út, amely Balatonszőlősön át Balatonfüreddel kapcsolja össze a községet.
Három útvonal számozódik még a településen országos közútként, mint öt számjegyű utak: a 77-esből, annak 9,600-as kilométerszelvényénél észak felé kiágazó, alig 600 méteres 73 109-es, amely Kövesgyűrpuszta településrészre vezet, a majdnem ugyanott déli irányban kiágazó 73 107-es, amely 3,3 kilométer után Hidegkúton ér véget, valamint a 73 108-as, amely az előbbi, hidegkuti utat közvetlenül a tótvázsonyi településközponttal köti össze.
Csak Tótvázsony felől közelíthető meg közúton a zsákfalunak számító, 440 lélekszámú Hidegkút falucska, amely a Balaton-felvidék két mészkőkúpja, a Recsek-hegy és a Nagy-Gella közötti völgyben bújik meg. Határában ered a Hidegkúti-Séd patak. A település kialakulásához a hideg, friss vizű karsztforrás is hozzájárult. A Recsek-hegy kilátójáról ellátni egészen a Balatonig.

## Története
Tótvázsony és környéke ősidők óta lakott hely volt. Területén kőkori, késő rézkori, késő bronzkori leletek kerültek napvilágra.
Később a kelták, rómaiak, majd az avarok telepedtek meg környékén.
Tótvázsony Árpád-kori település. Nevét már 1082-ben megemlítették egy oklevélben Touthwasun néven.
A település első ismert birtokosai a 11–13. századokban az Atyuz nemzetség, majd az Igmánd nemzetség tagjai voltak, majd 1309-től az Essegvári családé lett.
A török hódoltság alatt a falu lakossága a kettős adóztatás miatt nagyon megfogyatkozott, majd 1665–1679 között  Tótvázsonyt már a néptelen települések közt említették, azonban hamarosan újranépesült és 1671-től már újra a lakott települések közt említették
A Rákóczi-szabadságharc alatt 1707 februárjában Tótvázsonytól pár kilométerre nyugatra  Győri Nagy János kuruc dragonyosezrede a vármegyei nemesi- és telekkatonasággal kiegészülve csapott össze az osztrák Rabutin-hadtesttel. Tótvázsony az ezt követő időszakban az Oroszy család kizárólagos birtokában volt.
A török háborúk után, 1720–1730 között, majd 1722–1723-ban a néptelenné vált falvakba, köztük Tótvázsonyba is Németországból, Baden-Württemberg tartományból érkeztek telepesek. (forrás?)
1910-ben 1623 lakosából 900 magyar, 721 német volt. Ebből 1338 római katolikus, 223 református, 36 evangélikus volt.
A 20. század elején Veszprém vármegye Veszprémi járásához tartozott.

## Közélete

### Polgármesterei
- 1990–1994: Magasi János (független)[3]
- 1994–1998: Magasi János (független)[4]
- 1998–2002: Magasi János (független)[5]
- 2002–2006: Bakonyi József (független)[6]
- 2006–2010: Magasi János (független)[7]
- 2010–2014: Magasi János (független)[8]
- 2014–2019: Sipos Ferenc (független)[9]
- 2019–2024: Sipos Ferenc (független)[10]
- 2024– : Sipos Ferenc (független)[1]

## Népesség
A település népességének változása:
| Lakosok száma | 1297 | 1301 | 1329 | 1369 | 1411 | 1396 | 1379 |
|               | 2013 | 2014 | 2015 | 2021 | 2022 | 2023 | 2024 |

A 2011-es népszámlálás során a lakosok 91,3%-a magyarnak, 6,7% németnek, 0,6% cigánynak, 0,2% horvátnak mondta magát (8,4% nem nyilatkozott; a kettős identitások miatt a végösszeg nagyobb lehet 100%-nál). A vallási megoszlás a következő volt: római katolikus 56,1%, református 16,6%, evangélikus 1,3%, felekezeten kívüli 8,9% (16,3% nem nyilatkozott).
2022-ben a lakosság 90%-a vallotta magát magyarnak, 11,1% németnek, 0,6% cigánynak, 0,1-0,1% görögnek, bolgárnak és szlováknak, 1,6% egyéb, nem hazai nemzetiségűnek (9,6% nem nyilatkozott; a kettős identitások miatt a végösszeg nagyobb lehet 100%-nál). Vallásuk szerint 35,2% volt római katolikus, 12% református, 1,1% evangélikus, 0,1% görög katolikus, 1,8% egyéb keresztény, 1,2% egyéb katolikus, 10,2% felekezeten kívüli (38,2% nem válaszolt).

## Nevezetességei
- Savanyó Jóska a település katolikus temetőjében nyugszik, a legenda szerinti utolsó bakonyi betyár. Apja Orosziban volt számadó juhász. Első rablását 1881-ben követte el Csabrendeken, amikor kirabolták csengeri Háczky Kálmán földbirtokost és agyonlőtték Bogyay Antal főbírót. Rablóvezérségének fénykora 1881-től 1884-ig tartott. 1883-ban országos körözést adtak ki ellene és ezer forintos díjat tűztek ki fejére. 1884-ben statáriumot hirdettek elfogatására. Ez év májusában mulatozás közben került csendőrkézre a zalahalápi csárdában. 1884. május 4-én történt elfogatása után derült ki, hogy a rablások és fosztogatások jelentős részét nem Ő, hanem a nevében követték el. 1886-ban halálra ítélték, de kegyelmet és tíz év börtönbüntetést kapott. Az illavai és a váci fegyház foglya, 1906-ban gr. Csáky Károly váci püspök közbenjárására kegyelmet kapott. Testvéréhez Tótvázsonyba költözött, szabóműhelyt nyitott, de hamarosan öngyilkos lett. Tótvázsonyban temették el, ahol sírja idegenforgalmi látványosság. Betyártörténetek, népdalok, pásztorfaragások őrzik emlékét. Halála után levelezőlapokat nyomtattak arcképéről, színműveket írtak róla.

## Itt születtek, itt éltek
- Domokos Márton – író, műfordító, Debrecen város főbírája (1697 – Debrecen, 1764) itt született.
- Kazzay Sámuel, ztréczei – műgyűjtő, gyógyszerész (1710. ? ?. – Debrecen, 1797. május 2.) itt született.
- Kováts József – református lelkész, költő (1780 – 1809) itt született.

## Képgaléria

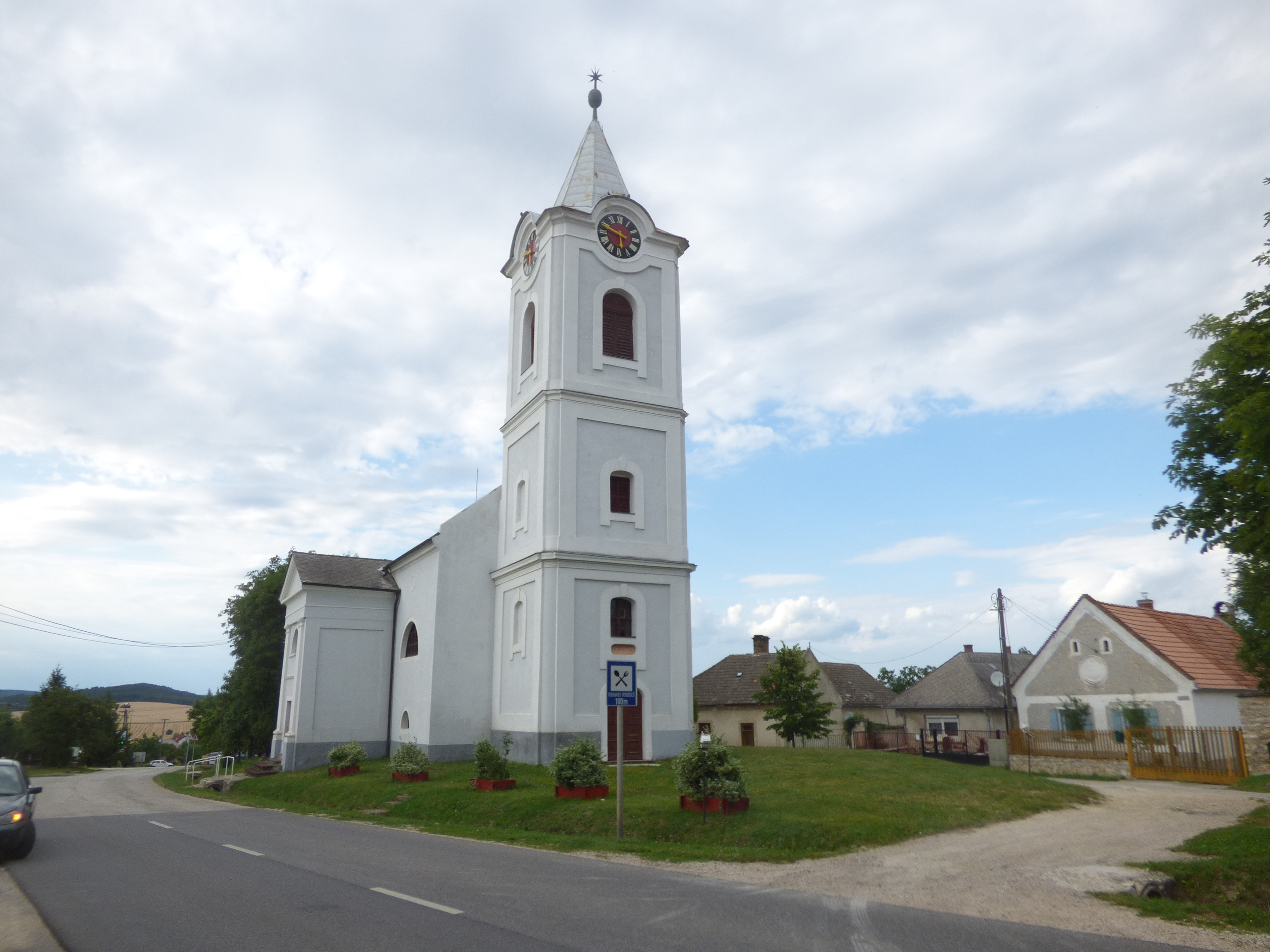
Református templom

## Külső hivatkozások
- Tótvázsony-Hidegkút Önkormányzatok Általános Iskolája